# محسن نذیری‌اصل
محسن نذیری‌اصل (زاده ۲۰ مرداد ۱۳۴۰ تهران) دیپلمات ایرانی است که سفیر و نمایندهٔ دائم ایران در دفتر سازمان ملل متحد در وین  و همچنین نماینده جمهوری اسلامی ایران در آژانس بین‌المللی انرژی اتمی بوده‌است‌. وی پیش‌تر سفیر و نمایندهٔ دائم ایران در دفتر سازمان ملل در ژنو بود. او دارای دکترای حقوق بین‌الملل از دانشگاه شهید بهشتی تهران و کارشناسی ارشد دیپلماسی و سازمان‌های بین‌المللی از دانشکده روابط بین‌الملل وزارت امور خارجه است.

## مسئولیت‌های سیاسی
- سفیر ایران در سازمان ملل در اتریش ۱۴۰۱–۱۴۰۳
- مشاور وزیر امور خارجه در سازمان ملل ۱۴۰۰–۱۴۰۱
- رئيس اداره خلع سلاح ۱۳۹۸–۱۴۰۰
- مشاور معاون وزیر امور خارجه ۱۳۹۶–۱۳۹۸
- سفیر ایران در سازمان ملل در سوئیس ۱۳۹۲–۱۳۹۷